# 瓦卡尼山
16°20′59″S 67°56′39″W / 16.34972°S 67.94417°W
瓦卡尼山（Wak'ani），是玻利維亞的山峰，位於該國西部拉巴斯省的佩德羅多明戈穆里略省和南永加斯省，處於哈蒂科柳山、塞爾克庫柳山和米卡亞山西北面，屬於安第斯山脈中玻利維亞瑞阿爾山脈的一部分，海拔高度5,321米。